# Conistra bicolor
Conistra bicolor är en fjärilsart som beskrevs av Barend J. Lempke 1946. Conistra bicolor ingår i släktet Conistra och familjen nattflyn. Inga underarter finns listade i Catalogue of Life.